# Mauretanien
 For alternative betydninger, se Mauretanien (flertydig). (Se også artikler, som begynder med Mauretanien)
Mauretanien (officielt den Islamiske Republik Mauretanien, arabisk: موريتانيا, tr. Mūrītānyā) er et afrikansk land, der grænser op til Algeriet mod nordøst, Mali mod øst og sydøst, Senegal mod sydvest, Atlanterhavet mod vest og Vestsahara/Marokko (omstridt område) mod nordvest.

## Geografi

### Grænser
Mod nord har Mauretanien ingen naturlige grænser, idet dens nordlige grænse udgøres af ørkenen, der fortsættes uafbrudt i det algierske Sahara; i retning mod Atlanterhavet grænser den mod nord op til Vestsahara, mod vest begrænses Mauretanien af Atlanterhavet, fra Kap Blanco til St. Louis mod syd af floden Senegal, mod øst af dens biflod Karakoro og en ret linje, der adskiller den fra Mali. Denne grænse går fra Karakoro til Kaukossa, forbi Aratane, omtrent midtvejs mellem Tichitt og Qualata.
For det meste ufrugtbare sletter i Sahara, nogen åse i centrale områder. Laveste punkt er Sebkha de Ndrhamcha på ÷3 m og højeste punkt er Kediet Ijill på 910 m.

### Lavsletten
Mauretanien udgøres overvejende af en stor lavslette, der mod nord og nordøst afløses af lave, stenede højsletter. Den del af Sahara, der når ud til kysten, består overvejende af sandklitter, der er dannede af passatvinde og omslutter en række saltlaguner, der i tørkeperioder danner et tilsvarende antal saltmarker.
Mod nord bliver sletten meget flad, og overfladen er dækket med sten. Denne slette, der af de indfødte kaldes "Rag", begynder i det sydlige Marokko. Der efter følger store flyvesandsklitter ved Azzefal og Akchar, og mod syd i højde med Inchiris slette udgøres underlaget af en hård klippegrund, hvilket ses af de mange stenformationer. der viser sig i jordoverfladen, og endelig kommer man til del såkaldte "Aftout", der udgøres af nogle lange, nærmest strimmelformede sletter med lerholdig jordbund.
I det nedre Trarza er sandklitterne bevoksede med en tæt vegetation af græs og buskadser. Længere mod nord er sandklitterne, der stadig følger linjen nordøst-sydøst mere bevægelige og omskiftelige under påvirkning af vinden. Nær Senegal dannes sletten af flodaflejringer skabt i regntiden. Ved vandets aftagen efterlades talrige sumpe, og på flodens mellemste løb, der hvor den er bredest, kaldes denne slette for "Chamana". Underlaget i sletterne Brakna og Gorgol, der ligger i den sydøstlige del af Mauretanien, består af et vand-uigennemtrængeligt lag, og der findes her permanente sumpe omgivet af træer.

### Floder
Der er ingen vedvarende floder i Mauretanien, men kun nogle midlertidige floder i regntiden, der fortaber sig i sumpene inde i landet eller udmunder i Senegals biflod »Gorgol«. Ved brøndgravning findes vand i dybder varierende fra 20 til 60 meter.

### Bjerge
Mauretaniens bjergland omfatter to bjergkæder, Adrar og Taganet.
Adrar, der ligger nordligst, er den højeste og når sine steder en højde af 500 meter. Den er adskilt fra Taganet ved en langstrakt sænkning i Jorden, der er omgivet af sandklitter og kaldes "Rhat". Syd for denne sænkning findes bjergkæden Taganet omfattende klippeformationer af sandsten og skifer, der hæver sig 200—300 meter over de omkringliggende sletter og falder brat mod øst, syd og vest i stejle klipper, der kun er farbare gennem enkelte, meget snævre pas.

### Byer i Mauretanien
10 største byer. Tal i parentes er fra folketællingen i 2000.
- Nouakchott (558 195)
- Nouadhibou (72 337)
- Rosso (48 922)
- Bogué (37 531)
- Adel Bagrou (36 007)
- Kaédi (34 227)
- Zouérat (33 929)
- Kiffa (32 033)
- Boû Gâdoûm (29 045)
- Atar (24 021)

Andre byer
- Bir Mohreïn
- Boutilimit
- Chinguetti
- F'dérik
- Néma
- Ouadane
- Oualata
- Tichit
- Tidjikdja

### Klima
Klimaet veksler alt efter breddegrad.
Mod syd langs med Senegal er klimaet kendetegnet ved regelmæssige regntider. Længere mod nord findes der endnu en årlig, men uregelmæssig regntid, og regnen aftager efterhånden, som man nærmer sig Sahara, hvor regntiderne ikke mere er periodiske, men tilfældige, ofte med rigelig nedbør, men hvor der undertiden mellem regntiderne kan være en tørkeperiode på op til flere år. Den varme tid strækker sig fra juni til oktober, og temperaturen kan nå op til 40 °C. I Adrar og Sahara kan temperaturen om vinteren falde under frysepunktet.
| Vejr for Nouakchott, Mauretanien         | Vejr for Nouakchott, Mauretanien | Vejr for Nouakchott, Mauretanien | Vejr for Nouakchott, Mauretanien | Vejr for Nouakchott, Mauretanien | Vejr for Nouakchott, Mauretanien | Vejr for Nouakchott, Mauretanien | Vejr for Nouakchott, Mauretanien | Vejr for Nouakchott, Mauretanien | Vejr for Nouakchott, Mauretanien | Vejr for Nouakchott, Mauretanien | Vejr for Nouakchott, Mauretanien | Vejr for Nouakchott, Mauretanien | Vejr for Nouakchott, Mauretanien |
|                                          | Jan                              | Feb                              | Mar                              | Apr                              | Maj                              | Jun                              | Jul                              | Aug                              | Sep                              | Okt                              | Nov                              | Dec                              | År                               |
| ---------------------------------------- | -------------------------------- | -------------------------------- | -------------------------------- | -------------------------------- | -------------------------------- | -------------------------------- | -------------------------------- | -------------------------------- | -------------------------------- | -------------------------------- | -------------------------------- | -------------------------------- | -------------------------------- |
| Gennemsnitlig maks °C                    | 29,1                             | 30,6                             | 31,6                             | 32,6                             | 33,4                             | 34,6                             | 31,3                             | 32,4                             | 34,9                             | 36,4                             | 33,1                             | 29,1                             | 32,43                            |
| Gennemsnitlig °C                         | 21,4                             | 22,7                             | 23,9                             | 25                               | 26,2                             | 28                               | 27,1                             | 28,3                             | 29,7                             | 29,2                             | 25,7                             | 22                               | 25,77                            |
| Gennemsnitlig min °C                     | 13,7                             | 14,8                             | 16,3                             | 17,5                             | 19,1                             | 21,4                             | 22,9                             | 24,2                             | 24,5                             | 22,1                             | 18,5                             | 15                               | 19,15                            |
| Gennemsnitlig nedbør mm                  | 1                                | 1                                | 1                                | 0                                | 0                                | 1                                | 12                               | 36                               | 31                               | 7                                | 1                                | 2                                | 94                               |
| Kilde (2016): Climate-Data.org (engelsk) |                                  |                                  |                                  |                                  |                                  |                                  |                                  |                                  |                                  |                                  |                                  |                                  |                                  |

## Demografi
Mauretanien har en befolkningsvækst på 2,94 % (iflg. skøn 2004) og en forventet levetid på 50,76 år. Befolkningen er fordelt på maurere 30 %, sorte 30 % og 40 % blandede. 37,7 % af befolkningen over 15 år kan læse og skrive (iflg. skøn 1995).
Mauretanien er angiveligt verdens mest muslimske land, idet 99,9 % af befolkningen er muslimer.

### Udvandring
Stadig flere vestafrikanere rejser til den nordlige havneby Nouadhibou for at komme videre til De Kanariske øer i små, dårlig udstyrede både, og årlig omkommer flere hundrede mennesker som følge af ulykker under overfarten.

## Historie

### Inden kolonitiden
Maurernes fyrste Bocchus, af sofakernes æt, var romernes forbundsfælle i krigen mod Jugurtha (død 104 f. Kr.) og modtog som belønning vestre halvdel af dennes rige samt titlen af »konge og ven». Juba II smykkede sit herskersæde Iol med pragtfulde bygninger og kaldte det, Augustus til ære, Caesarea (senere Sjersjel). Under kejser Caligula (37–41) ryddedes den sidste konge af vejen, og Mauretanien blev en romersk provins. Under kejser Claudius (41–54) deltes landet i to dele: den østlige del, Mauretania Caesariensis, med Caesarea som hovedstad, og den vestlige del, Mauretania Tingitana, med hovedstaden Tingis (senere Tanger). Mauretania Tingitana hørte i administrativ henseende til Spanien. Landet, hvis indbyggere var opdelte i en mængde stammer, var rigt på blomstrende stæder, i særdeleshed ved kysten, de fleste anlagte allerede af fenicerne, så som Icosium (Alger), de mange, hvis navne begynder med rûs (Fenic., hoved, odde), Cartenna og Abila (Ceuta). Landet var frugtbart, og ufatteligt meget korn udskibedes til det sydlige Europa. De store godsejere fik i romertiden den kommunale magt i hænderne og udnyttede den vel: videnskaber, i særdeleshed retsvæsen og veltalenhed, blomstrede der. I 3. og 4. århundrede fik kristendommen fast fod i Mauretanien. Fra 200-tallet til 600-tallet kom berberne fra nord-Afrika og fordrev den oprindelige folkegruppe i området, bauforene. År 429 kom Mauretanien i vandalernes hænder og led meget under den arianske konge Huneriks forfølgelser. 534 erobredes Mauretanien af den byzantinske kejser Justinianus og i 7. århundrede af araberne. I 1076 havde arabiske islamiske krigermunke (Almoravid eller Al Murabitun) erobret den sydlige del af området fra Ghana. I løbet af de næste 500 år overtog araberne området trods heftig modstand fra berberne.

### Fransk protektorat
Frankrig koloniserede området i 1900-tallet. Mauretanien blev 1909 omdannet til af et protektorat i Fransk Vestafrika omfattende de fem distrikter Trarza, Brakna, Gorzol, Guidimaka og Tagant, med et areal på 893.700 km2 og med ca. 600.000 indbyggere i 1910.

### Efter selvstændigheden
Landet blev uafhængigt i 1960. I 1975 annekterede landet den sydlige tredjedel af det daværende Spansk Sahara, senere Vestsahara. Mauretanien afstod Spansk Sahara efter tre års kampe med befrielsesbevægelsen Polisario, som kæmpede for territoriets selvstændighed. Mauretanien har ikke siden gjort krav på Vestsahara.
Landet lededes som en etpartistat i tiden 1960-1978, da et militærkup lagde grunden til et juntastyre. I 1991 tillodes for første gang oppositionspartier i en ny forfatning, da man gik tilbage til civilt styre under præsident Maaouyia Ould Taya, men valgene ansås at være udsatte for omfattende valgsvindel.
I 2005 gennemførtes et militærkup i landet og en militærjunta ledet af oberst Ely Ould Mohamed Vall tog over fra Ould Taya. Juntaen har gradvist indført demokrati i landet ved ulige tiltag. Ytringsfrihed er genindført, politiske fanger frigivet, og præsidentens mandatperiode er blevet begrænset til fem år og maksimalt to perioder. Lokale valg og senatsvalg blev afholdt den 19. november 2006, og den 11. marts 2007 gennemførtes valg af en ny præsident. Samtlige valg ansås for frie og retfærdige af internationale observatører, og juntamedlemmerne selv kunne ikke stille op. Præsidentvalget blev vundet med snæver marginal af Sidi Ould Cheikh Abdallahi, som ansås et repræsentere interesser nærtstående det styrtede Ould Taya-regime og juntaens medlemmer. Han besejrede Ahmed Ould Daddah, en halvbroder til landets præsident 1960-1978. Den 6. august 2008 gennemførtes et nyt militærkup i landet efter, at præsident Abdallahi havde forsøgt at afskedige 4 generaler, hvoraf en af dem, der ledede kuppet. Landet ledes for nuværende af et militært råd med Muhammad Ould Abdel Aziz i spidsen.

## Politik
I tiårene efter selvstændigheden var præsident Moktar Ould Daddahs PPM det eneste tilladte politiske parti. Da Daddah blev styrtet i 1978, lovede hærcheferne at indføre demokrati. Først i 1991 blev andre politiske partier tilladt, og det første demokratiske valg blev afholdt i 2007. Mauretansk politik er stærkt personfokuseret, og handler kun lidt om hvilket parti, man tilhører – langt vigtigere er det hvilken folkegruppe, man kommer fra. Det mauretanske samfund er splittet mellem de arabiske folkeslag i nord og de afrikanske i syd.
Landet er underudviklet, og befolkningen mangler tillid til politikerne efter mange årtier med udemokratiske styrer. De seneste år har regeringen slået hårdt ned på islamistiske grupper, og flere organisationer[kilde mangler] har kritiseret landet for grove brud på menneskerettighederne.

## Slaver
Slaveri er fortsat almindeligt i flere områder, selv om regeringen forbød denne praksis i 1981. Det skønnes, at 10-20 % af befolkningen holdes som slaver.

## Administrativ inddeling
Mauretanien består af regionerne Adrar, Assaba, Brakna, Dakhlet, Nouadhibou, Gorgol, Guidimaka, Hodh Ech Chargui, Hodh El Gharbi, Inchiri, Nouakchott, Tagant, Tiris Zemmour og Trarza.

## Økonomi
Størstedelen af befolkningen lever hovedsageligt af jordbrug og husdyrhold, selv om mange af nomaderne og bønderne blev tvunget ind i byerne af tørke i 1970'erne og 1980'erne. Mauretanien har store forekomster af jernmalm, som står for næsten 50 % af landets eksport.[kilde mangler]